# Quadrângulo de Lunae Palus

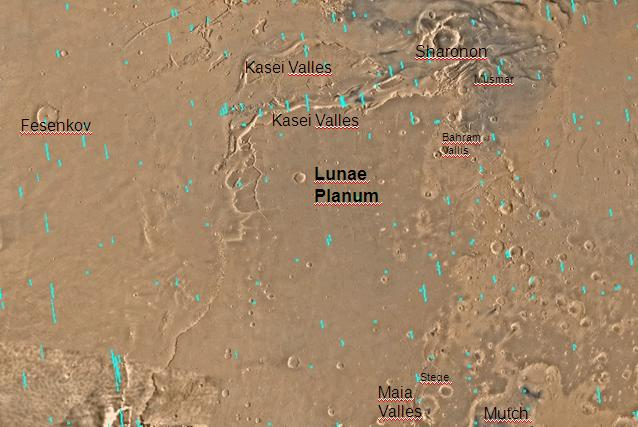
Mapa do quadrângulo de Lunae Palus.

O quadrângulo de Lunae Palus é um de uma série de 30 quadrângulos em Marte estabelecidos pelo Programa de Pesquisa de Astrogeologia do Serviço Geológico dos Estados Unidos (USGS em inglês). Também se pode referir ao quadrângulo de Cebrenia como MC-10 (Mars Chart-10).
O quadrângulo cobre uma área que vai de 45º a 90º longitude oeste e de 0º a 30º latitude norte. O aterrissador Viking I (parte do programa Viking) aterrissou no quadrângulo em 20 de julho de 1976, a 22.4° N e 47.5° W. Esta foi a primeira sonda robótica a aterrissar com sucesso no planeta vermelho.

## Resultados da Missão Viking I

### Como seria um passeio no local de aterrissagem

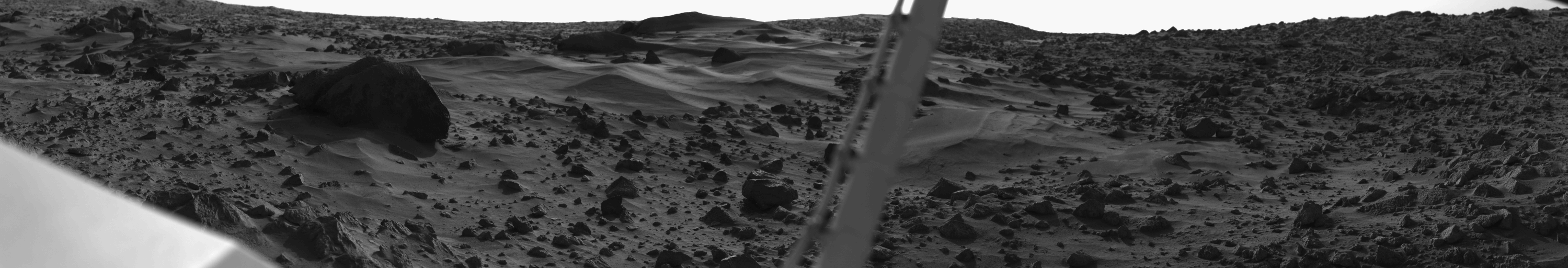
Dunas e rochas em Marte, vistas pelo aterrissador Viking I. Clique na imagem para visualizar mais detalhes.

O céu teria uma coloração rosa-claro.  O solo também teria uma aparência rosada.  A superfície seria desigual, o solo seria atravessado por grandes trincheiras.  Grandes rochas se encontrariam espalhadas pelo solo.   A maioria das rochas possui tamanhos similares. A maioria das rochas teria pequenos buracos ou bolhas em sua superfície causadas pelo gás escapando quando estas rochas vieram à superfície.  Alguns penedos exibiriam marcas de erosão eólica.  Muitas rochas pareceriam empoleiradas, como se o vento tivesse removido grande parte do solo em suas bases. No inverno neve e gelo cobririam a maior parte do solo. Haveria muitas dunas de areia ainda ativas. A velocidade do vento seria de aproximadamente 7 metros por segundo (25,75 km por hora).  Haveria uma crosta rígida no topo do solo similar a um depósito, chamado caliche, que é bastante comum no sudoeste dos Estados Unidos. Tais crostas seriam formadas por soluções de minerais se movendo através do solo e evaporando na superfície.  Cientistas declararam em um artigo de setembro de 2009 no jornal Science, que se a Viking II tivesse escavado apenas 10 centímetros no solo, ela teria encontrado uma camada de gelo quase puro.

### Análise do solo

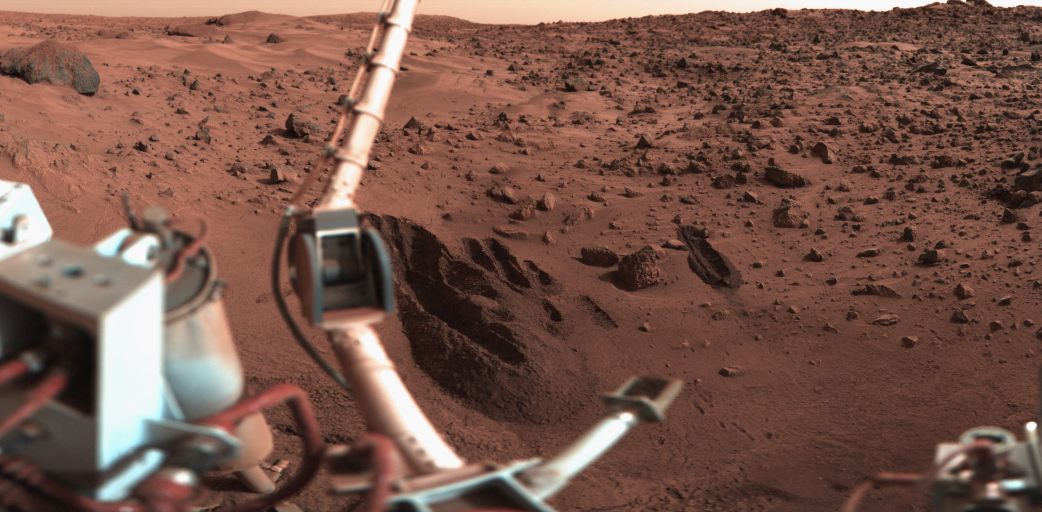
Trincheiras escavadas na superfície marciana pelo aterrissador Viking I. A coloração é bastante acurada com o céu rosado. As trincheiras se situam na área do local de aterrissagem "Sandy Flats" em Chryse Planitia. O braço robótico segurando os sensores meteorológicos está à esquerda. Clique na imagem para visualizar mais detalhes.

O solo se assemelhava àqueles que passaram por meteorização de lava basáltica.  O solo testado continha silício e ferro em abundância, junto a quantidades significativas de magnésio, alumínio, enxofre, cálcio, e titânio.  Elementos traço, estrôncio e ítrio, foram detectados.  A quantidade de potássio era 5 vezes menor do que aquela encontrada na crosta da Terra.  Alguns compostos químicos no solo continham enxofre e cloro, que se assemelhavam a compostos típicos residuais de uma evaporação da água do mar. O enxofre se concentrava mais na crosta do topo do solo, então na crosta principal abaixo. O enxofre pode estar presente como sulfatos de sódio, magnésio, cálcio, ou ferro.  A presença de um sulfeto de ferro também é possível. Ambos os veículos exploradores de Marte Spirit e Opportunity encontraram sulfatos em Marte.  O veículo Opportunity (que aterrissou em 2004 com instrumentos avançados) encontrou sufato de magnésio e sulfato de cálcio em Meridiani Planum. Utilizando-se resultados de medições químicas, modelos minerais sugerem que o solo poderia ser composto de uma mistura composta em aproximadamente 90% de argila rica em ferro, aproximadamente 10% de sulfato de magnésio (kieserita?), aproximadamente 5% carbonato (calcita), e aproximadamente 5% de óxido de ferro (hematita, magnetita, goethita?).  Esses minerais são produtos de meteorização de rochas ígneas máficas. Estudos com magnetos a bordo dos veículos indicaram que o solo possui entre 3 e 7 por cento de materiais magnéticos em massa. Os compostos químicos magnéticos poderiam ser magnetita e maghemita. Estes poderiam ser produtos da meteorização de rocha basáltica.  Experimentos executados pelo veículo explorador de Marte Spirit (que aterrissou em 2004) indicaram que a magnetita poderia explicar a natureza magnética da poeira e do solo de Marte. A magnetita foi encontrada no solo e as partes mais magnéticas do solo eram negras.  A magnetita é uma substância bastante escura.

### Busca pela vida
A Viking executou três experimentos para identificar possíveis sinais de vida. Os resultados foram surpreendentes e interessantes. A maior parte dos cientistas agora acredita que os dados são resultados de reações químicas inorgânicas no solo, mas alguns cientistas ainda acreditam que os resultados sejam provenientes de reações orgânicas. Nenhum mineral orgânico fora encontrado no solo. No entanto, as regiões secas da Antártica também não possuem quaisquer compostos orgânicos detectáveis, mas possuem organismos vivendo nas rochas.  Marte quase não possui uma camada de ozônio, como a da Terra, então a radiação UV esteriliza a superfície e produz compostos químicos altamente reativos como peróxidos que oxidariam qualquer substância química orgânica.  O aterrissador Phoenix identificou a substância química perclorato no solo marciano. Perclorato é um forte oxidante, que pode ter destruído qualquer matéria orgânica na superfície.  Se este composto for abundante planeta afora, a vida baseada no carbono poderia ser dificultada no solo da superfície.
Uma pesquisa publicada no Journal of Geophysical Research em setembro de 2010, propôs que compostos orgânicos estavam de fato presente nas amostras de solo analisadas por ambas as sondas Viking 1 e 2. O aterrissador Phoenix da NASA detectou em 2008 perclorato, que tem o potencial de destruir compostos orgânicos quando aquecido, produzindo clorometano e diclorometano, os compostos clorosos idênticos aos descobertos por ambos os aterrissadores Viking quando estes executaram os mesmos testes em Marte. Devido à possibilidade de o perclorato ter quebrado qualquer substância orgânica em Marte, a questão de se a Viking encontrou ou não sinais de vida permanece motivo de amplo debate.

## Vallis
Vallis (plural valles) é a palavra latina para vale. Os termos latinos são utilizados em geologia planetária para nomear os acidentes geográficos em outros planetas.
A palavra Vallis (plural valles) foi utilizada para vales fluviais que foram descobertos em Marte, quando as sondas foram enviadas ao planeta pela primeira vez.  Os orbitadores Viking causaram uma revolução em nossas idéias sobre a água em Marte; imensos vales fluviais foram encontrados em várias áreas.  Câmeras orbitais mostraram que inundações de água irromperam através dos diques, esculpindo vales profundos, erodindo ondulações no leito rochoso, e percorreram milhares de quilômetros.

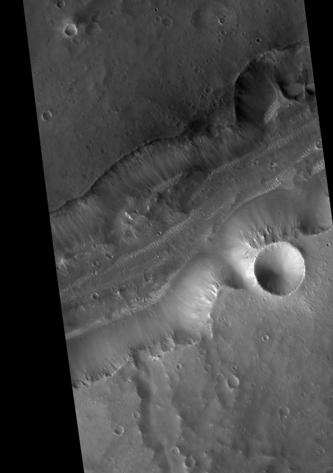
Bahram Vallis, visto pela HiRISE.  Deslizamentos rotacionais são visíveis na base norte da encosta.
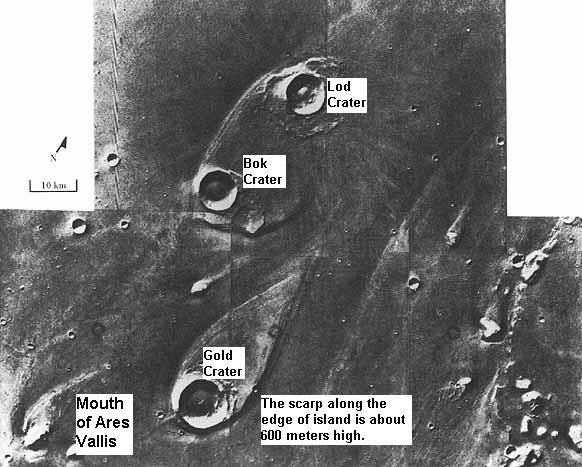
Ilhas em formato de gotas formadas por inundações provenientes de  Maja Valles, visto pelo orbitador Viking.
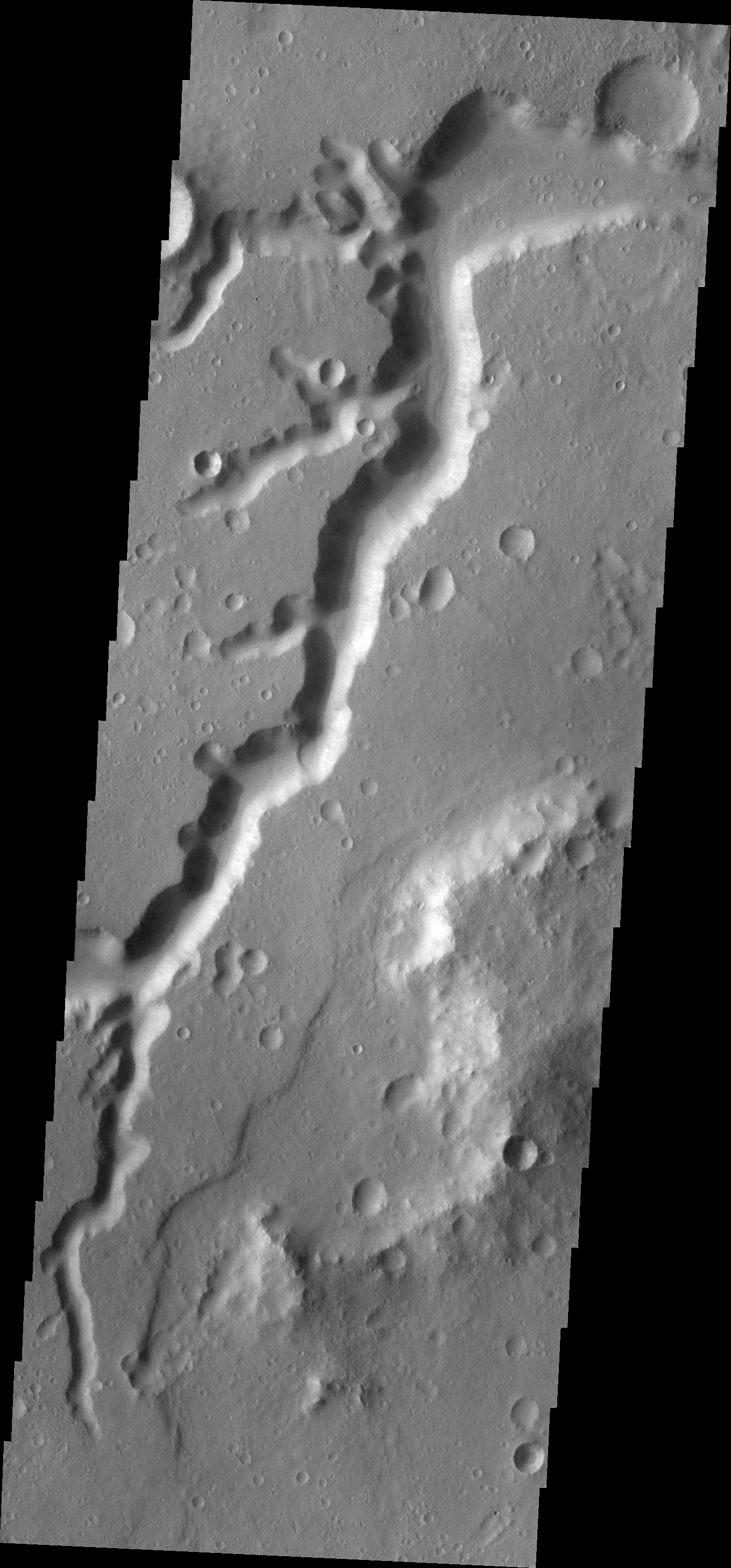
Nanedi Valles, visto pela THEMIS.
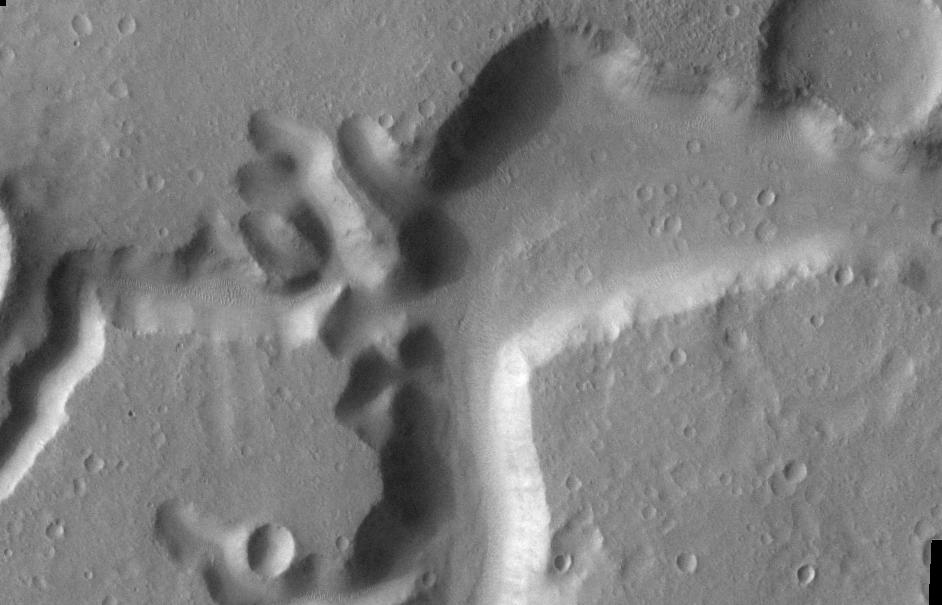
Imagem aproximada de Nanedi Valles, visto pela THEMIS.

## Vales fluviais observados pelos orbitadores Viking
Os orbitadores Viking causaram uma revolução em nossas idéias sobre a água em Marte; imensos vales fluviais foram encontrados em várias áreas.  Câmeras orbitais mostraram que inundações de água irromperam através dos diques, esculpindo vales profundos, erodindo ondulações no leito rochoso, e percorreram milhares de quilômetros.

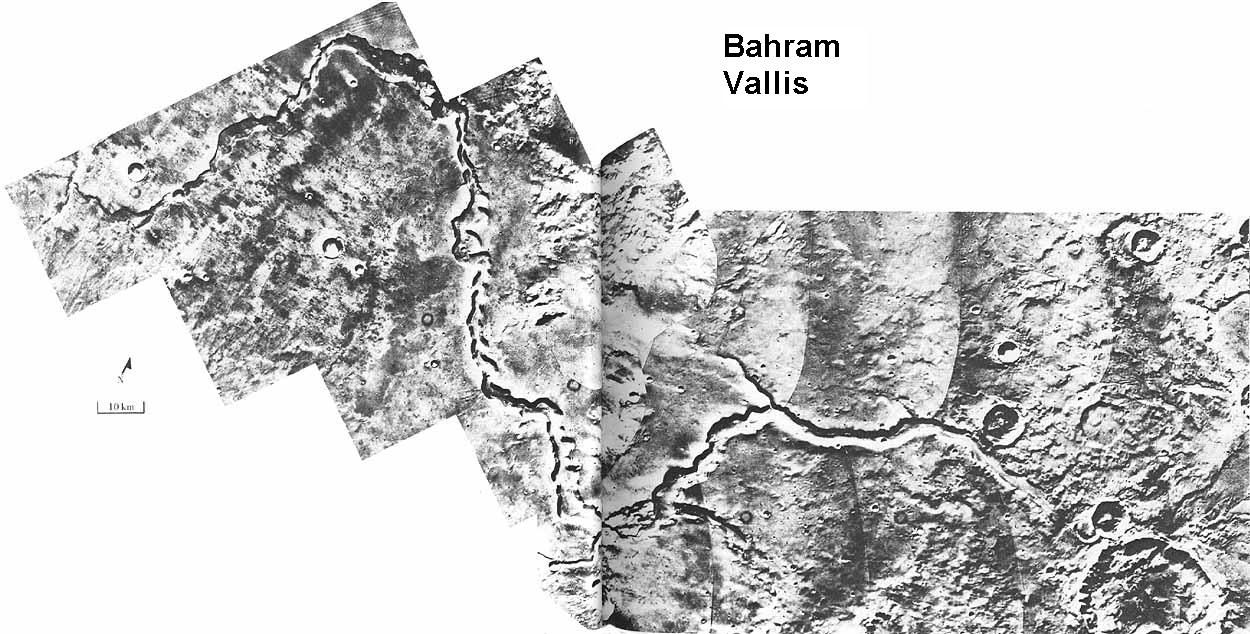
Bahram Vallis, visto pela Viking.  O vale se localiza no norte de Lunae Planum no quadrângulo de Lunae Palus. Ela se localiza entre Vedra Vallis e a seção inferior de Kasei Vallis.
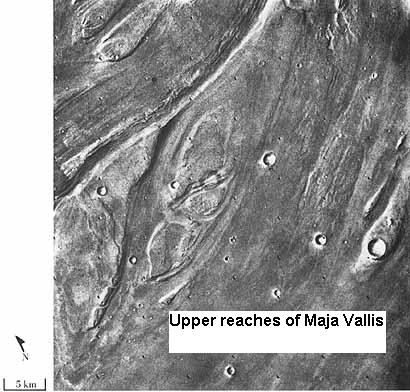
Ilhas alinhadas com as linhas de fluxo em Maja Valles vistas pela Viking mostram que grandes inundações ocorreram em Marte.
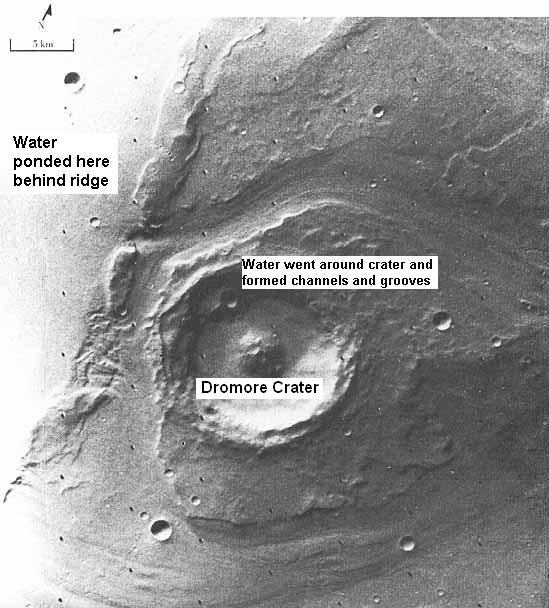
Uma grande quantidade de água foi necessária para provocar a erosão mostrada na imagem da Viking de uma pequena porção de Maja Valles.

## Mars Science Laboratory
Hypanis Vallis, no quadrângulo de Lunae Palus, foi um dos primeiros sítios propostos como local de aterrissagem da Mars Science Laboratory. O propósito da Mars Science Laboratory é procurar por antigos sinais de vida. Espera-se que uma missão posterior possa então retornar com amostras dos sítios identificados como prováveis locais contendo vestígios de vida. Para que a sonda possa vir ao solo com segurança um é necessário um disco achatado na superfície medindo 19,3 km. Geólogos esperam examinar lugares onde a água formara lagoas.  A intenção é examinar camadas sedimentares.

## Deltas
Pesquisadores têm encontrado vários exemplos de deltas que se formaram em lagos marcianos.  Deltas são um grande sinal de que Marte outrora abrigou grandes quantidades de água pois os deltas geralmente demandam a presença de águas profundas por um longo tempo para se formarem. Além disso, o nível da água deve estar estável para impedir que o sedimento seja levado. Deltas têm sido encontrados em uma variedade de localizações geográficas.

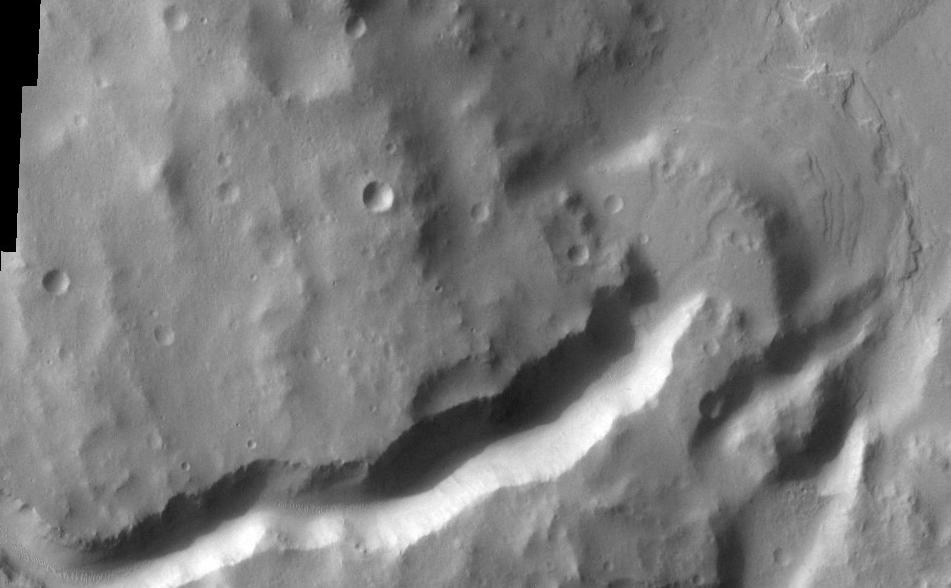
Delta no quadrângulo de Lunae Palus, visto pela THEMIS.
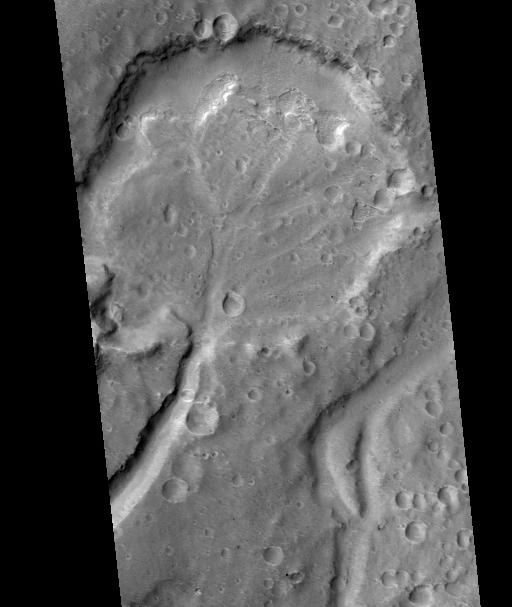
Desembocadura de um delta numa cratera, visto pela HiRISE.

## Crateras
Crateras de impacto geralmente possuem uma borda com ejecta ao seu redor; em contraste as crateras vulcânicas não possuem borda ou depósitos de ejecta.  Às vezes as crateras exibirão camadas. A colisão que produz uma cratera é semelhante a uma poderosa explosão, na qual as rochas das camadas subterrâneas são trazidas para a superfície. As crateras têm o potencial de expor o que se oculta por baixo do solo.

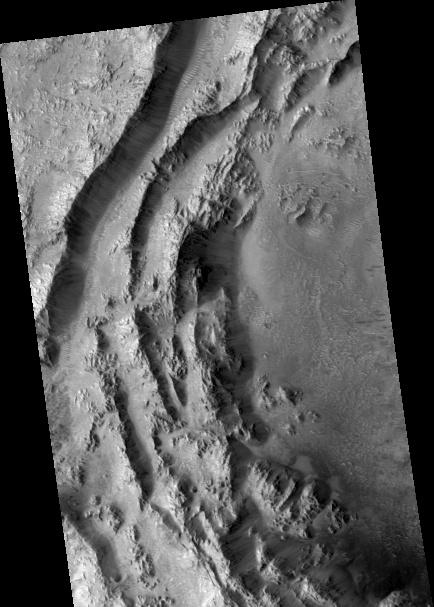
A cratera Santa Fe, vista pela HiRISE.
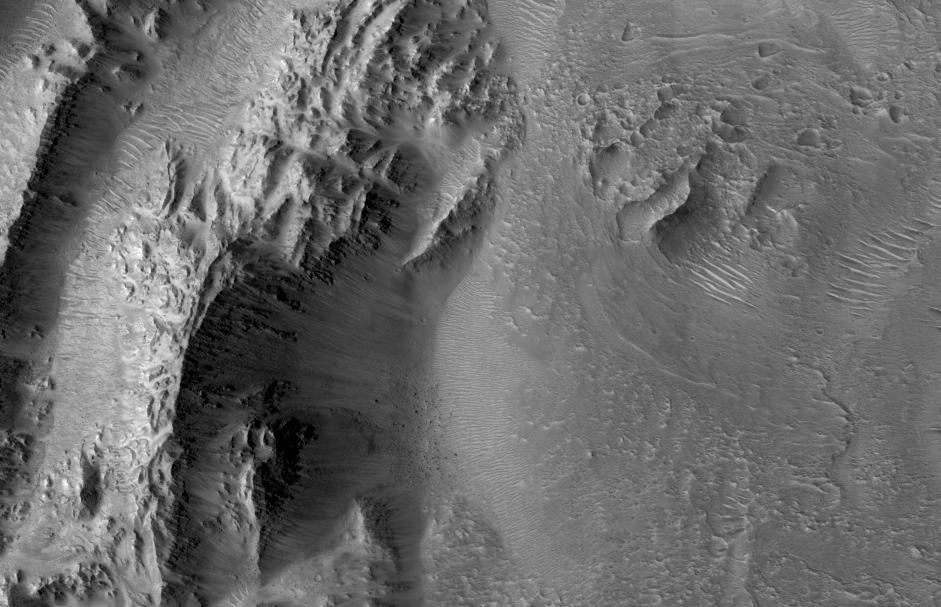
Imagem aproximada das ravinas da primeira imagem, visto pela HiRISE.
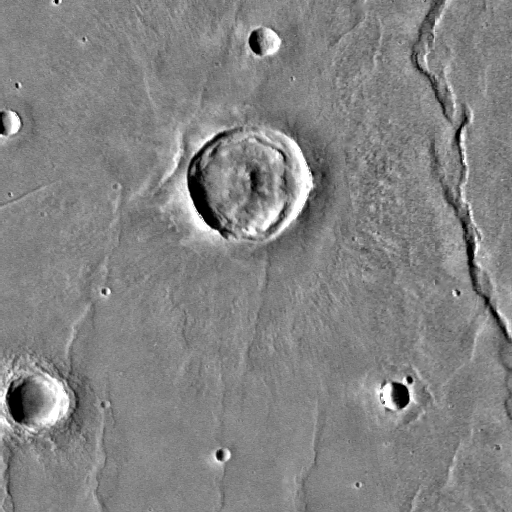
A cratera Canso.

## Fossae
Grandes fraturas (depressões extensas e estreitas) são chamadas fossae na linguagem geográfica utilizada para Marte. O termo é derivado do latim, assim fossa é singular e fossae é plural. As fossas se formam quando a superfície é estirada até seu rompimento. Esse estiramento pode ser devido ao peso excessivo de um vulcão próximo. Fossae/crateras de buraco são comuns próximos a vulcões no complexo vulcânico de Tharsis e Elysium.

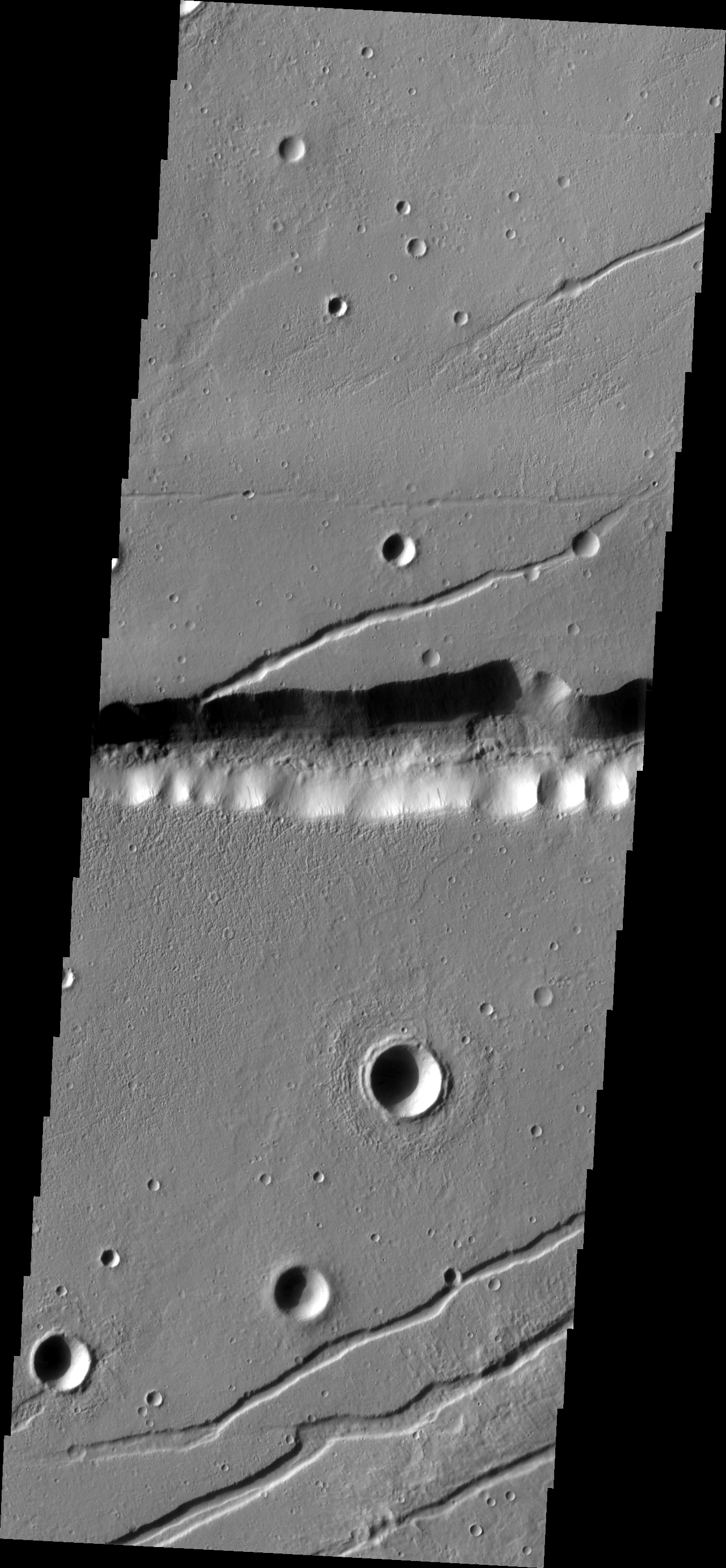
Labeatis Fossae, visto pela THEMIS.
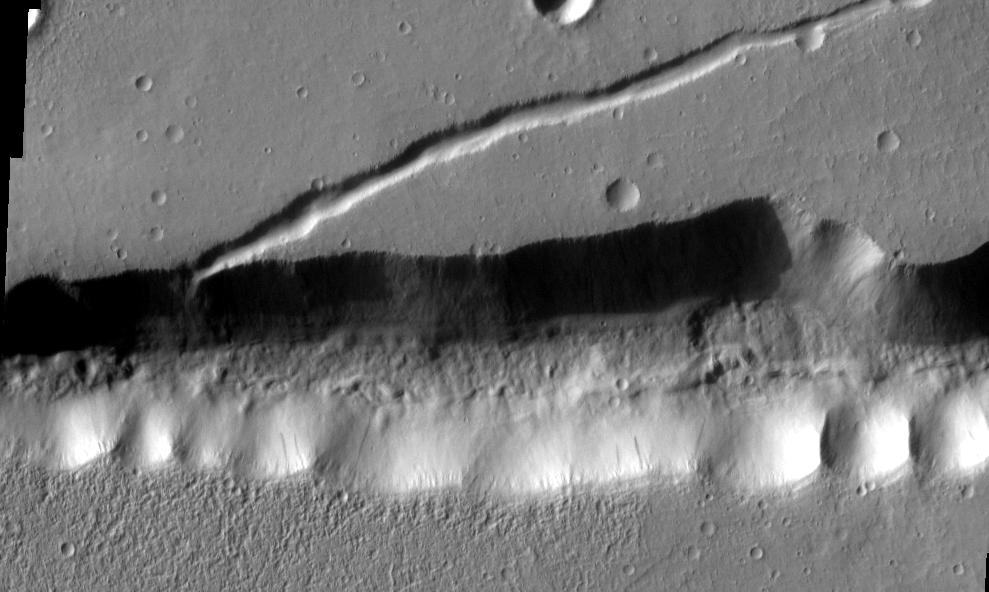
Imagem aproximada de Labeatis Fossae, visto pela THEMIS.

## Galeria

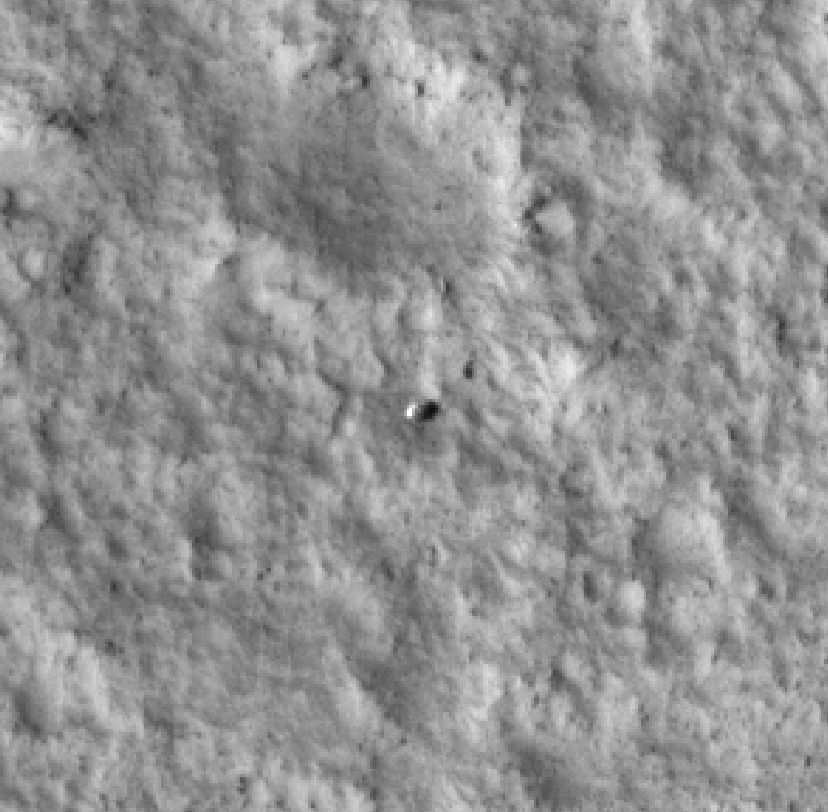
Imagem da Mars Reconnaissance Orbiter da Viking 1, no solo.
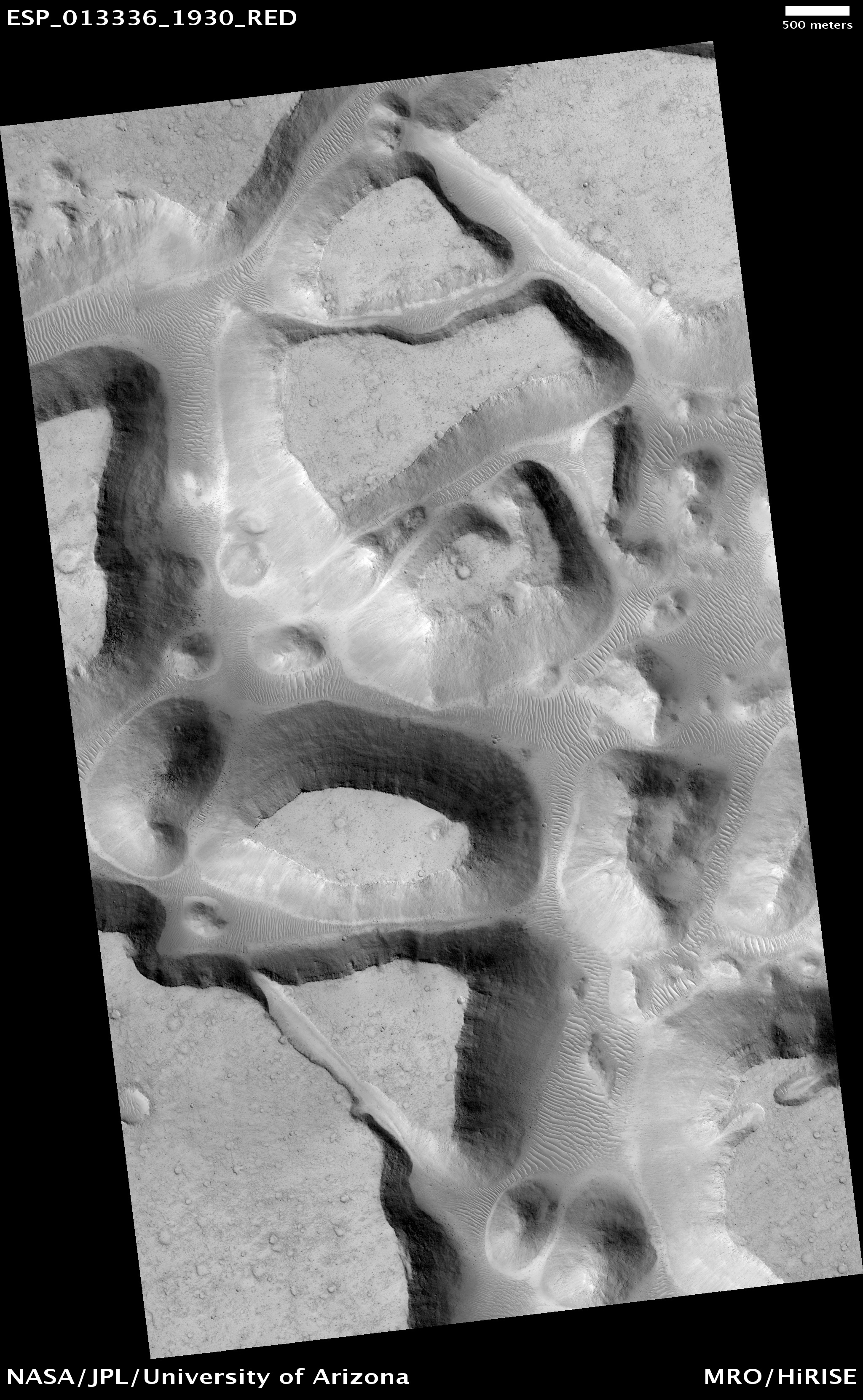
Ister Chaos, visto pela HiRISE.
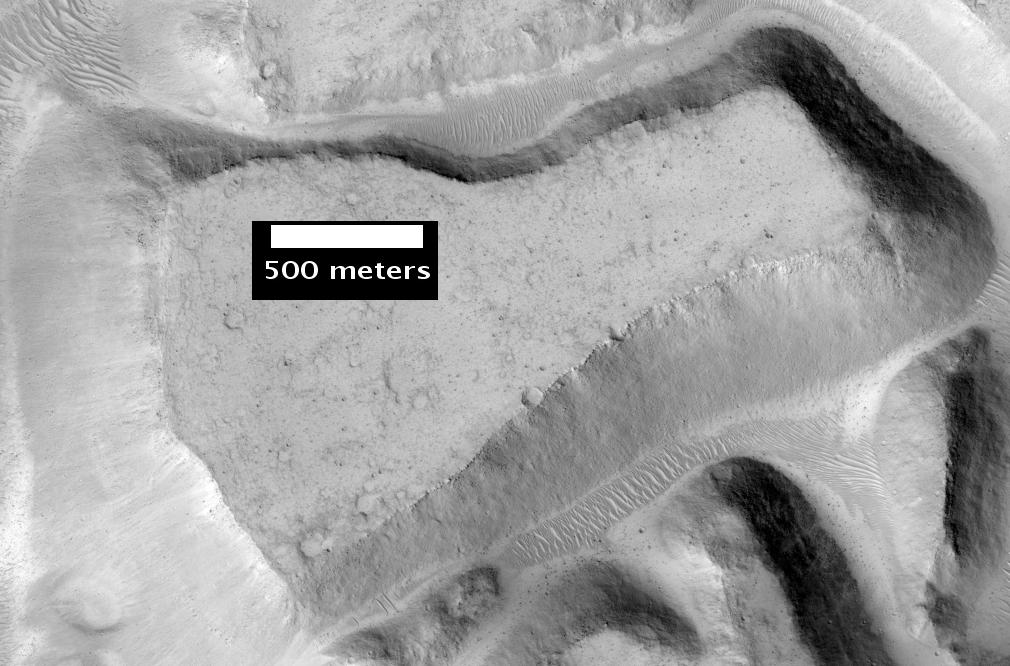
Imagem aproximada de Ister Chaos, visto pela HiRISE.